# Spirogram
Spirogram - graficzna prezentacja wyniku pomiaru spirometrycznego (spirometria). Wyniki badania urządzeniem, zwanym spirografem (w uproszczeniu, potocznie mówi się o spirometrze), zapisywane są zazwyczaj na papierze, często w postaci odpowiedniego wykresu i wartości liczbowych odpowiadających najważniejszym parametrom oddechowym badanej osoby.